# 繆均
繆均，浙江平陽人，明朝政治人物、進士出身。
洪武十八年，登進士，官至工部主事。